# Marie-Claude Leburgue
Marie-Claude Leburgue est une journaliste de la Radio suisse romande et une des pionnières du féminisme suisse. Elle est née le 26 janvier 1928 à Paris et morte le 8 février 1999 à Lausanne.

## Biographie
Marie-Claude Leburgue nait à Paris de Charles Leburgue, pilote et qui rejoint en 1942 les Forces aériennes françaises libres (FAFL), et de Suzanne Maubon. Elle étudie dans une école privée catholique parisienne avant de déménager à Genève en 1939. Elle obtient une licence en sciences psychologiques à l'Institut Rousseau de l'Université de Genève, en parallèle avec ses débuts à la radio. 
De 1947 à 1949, elle est ainsi la première journaliste femme et radio-reporter à Radio-Genève. En 1949, elle passe à Radio-Lausanne où elle est d'abord reporter au Micro dans la vie, puis, en 1956, cheffe du service de l'actualité nationale. 
Par la suite, elle dirige le département des programmes, presse et relations publiques (1963). Enfin, elle devient cheffe du département culturel, lors de la restructuration de la RSR en 1973. Ses principales émissions sont Réalités et Du côté de la vie. Ses entretiens avec le biologiste Jean Rostand dans L'aventure humaine, et avec Jeanne Hersch dans Etonnements de la philosophie, émissions dont elle est également productrice, font partie des temps forts de l'histoire de la radio. 
À côté de ses activités radiophoniques, elle collabore à de nombreuses publications suisses, dans lesquelles elle ne cesse de militer pour les droits des femmes, l'égalité des chances et la liberté individuelle. Elle est ainsi rédactrice en chef du mensuel Vivre et, de 1953 à 1955, directrice de la rédaction du journal genevois Coopération.

## Vie privée
Militante féministe, Marie-Claude Leburgue était ouvertement lesbienne, bien qu'il semble qu'elle n'en ait jamais parlé publiquement. Elle partage, dans ses dernières années, la vie de la journaliste Vera Florence, sa collègue à Réalités et dont elle soutient la carrière. Elevée dans la foi catholique, Marie-Claude Leburgue est restée profondément croyante.

## Hommages posthumes

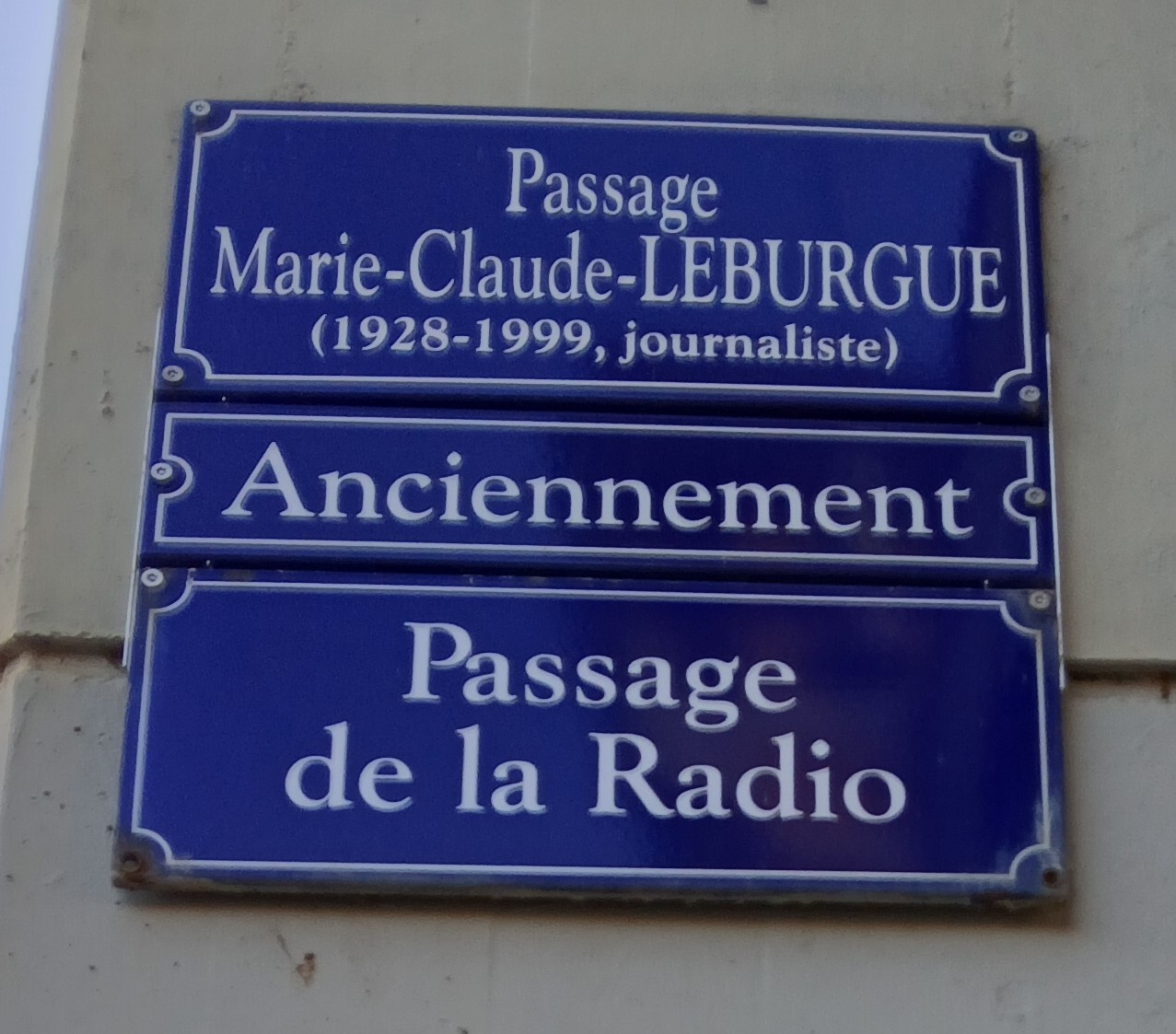
Plaque de rue

Le 9 mars 2022, le Conseil d'État genevois annonce qu'il autorise que le Passage de la Radio soit rebaptisé Passage Marie-Claude-Leburgue, sur proposition de la Ville de Genève dans le cadre de son programme de féminisation des noms de rue à Genève,.
À l'occasion des célébrations de ses 100 ans, la Radio suisse romande rend hommage à Marie-Claude Leburgue, première femme journaliste sur ses ondes.